# Mark Zborowski
Mark Zborowski (ur. 14 stycznia?/27 stycznia 1908 w Humaniu, zm. 30 kwietnia 1990 w San Francisco ) – antropolog i agent NKWD pochodzenia żydowskiego.

## Życiorys
Pochodził z rodziny żydowskiej. Według jego własnych wspomnień jego rodzice przenieśli się w 1921 do Polski uciekając przed rewolucją październikową. Mimo konserwatywnych poglądów panujących w rodzinie, Zborowski wcześnie zainteresował się komunizmem i wstąpił do KPP. Chcąc uniknąć aresztowania za swoją działalność w tej partii, uciekł do Berlina, a następnie do Francji, gdzie ukończył studia antropologiczne w Grenoble.
W 1933 Zborowski, w poszukiwaniu pracy, która umożliwiłaby mu utrzymanie siebie i żony, przeniósł się do Paryża, gdzie za pośrednictwem emigranta rosyjskiego Aleksandra Adlera zgodził się zostać agentem NKWD działającym w środowisku trockistów. Udając sympatyka trockizmu, zdobył (jako Etienne) zaufanie Lwa Siedowa, głównego redaktora „Biuletynu Opozycji”. Siedow nieformalnie uczynił Zborowskiego swoim zastępcą, udostępnił mu korespondencję prowadzoną z Trockim, a także powierzył mu część archiwum Trockiego. Zborowski na bieżąco informował swoich mocodawców o poczynaniach i planach trockistów, przesyłał również kolejne numery „Biuletynu Opozycji” jeszcze przed ich publikacją. Zdaniem Dmitrija Wołkogonowa informacje uzyskane za sprawą Zborowskiego mogły ostatecznie przekonać Stalina do potrzeby fizycznej likwidacji Lwa Trockiego.
W lutym 1938, gdy Siedow doznał zapalenia wyrostka robaczkowego, Zborowski doradził mu udanie się do prywatnej kliniki prowadzonej przez białych emigrantów rosyjskich. Tam Siedow przeszedł dwie operacje, po drugiej zmarł. Trockiści oskarżali następnie Zborowskiego o przyczynienie się do śmierci jednego z ważniejszych działaczy ruchu. Teza ta nie została jednak udowodniona. Sam Trocki miał wątpliwości związane z osobą najbliższego współpracownika zmarłego syna. Nieoficjalne śledztwo, mające je potwierdzić lub rozwiać, przekazał Rudolfowi Klementowi. Klement został jednak zamordowany w Paryżu przez agentów NKWD, zanim sprawdził działalność Zborowskiego.
„Etienne” po śmierci Siedowa przejął kierownictwo nad organizacją trockistów w Paryżu. Razem z Lilią Estrin koordynował prace nad „Biuletynem Opozycji”. W 1939 był bliski zdemaskowania, gdy Aleksandr Orłow (właśc. Lejba Feldbin) w anonimowym liście ostrzegał Trockiego przed działającym w jego otoczeniu agentem o pseudonimie „Mark”. Ostrzeżenie to zostało jednak uznane za dezinformację. We wrześniu 1938 poznał Ramóna Mercadera z Sylvią Ageloff, swoją znajomą, która następnie wprowadziła go (jako Franka Jacksona) do domu Trockiego. Mercader dokonał 20 sierpnia 1940 udanego zamachu na Trockiego, zabijając go czekanem.
Po upadku Francji w czerwcu 1940 udał się na emigrację do Stanów Zjednoczonych. Jako agent infiltrujący trockistów działał do 1946. W danych Projektu Venona występował jako agent o pseudonimach „Tulip” i „Kant”. Dane te zostały potwierdzone po latach przez Archiwum Mitrochina. Następnie podjął pracę akademicką, pisząc książki z dziedziny antropologii.